# VANRI
VANRI（ばんり、1992年1月21日 - ）は、日本の女優、女性タレント、ファッションモデル。身長165cm。血液型A型。ニュートラルマネジメント （NMT inc.）所属。

## 来歴
大阪府出身。2012年3月関西外国語大学短期大学部卒業。ミス・ワールド2013にて、準ミス・ワールド日本代表に輝く。

## 主な出演

### テレビ番組
- 朝だ!生です旅サラダ (2015年4月 -、ABCテレビ) - 旅サラダガールズ5期生
- 日立 世界・ふしぎ発見! (2018年2月17日 -、TBSテレビ) - ミステリーハンター

### テレビドラマ
- テレビ東京開局50周年特別企画　新春ワイド時代劇「影武者・徳川家康」(2014年、テレビ東京)-お夏の方役
- 恋がヘタでも生きてます(2017年、関西テレビ)6,7話 -白鳥美希役

### ラジオ
- tresen「灯-mawali- みんなの防災クイズ」(コーナーレギュラー、木曜日)(2021年4月1日-2021年9月30日)(FMヨコハマ)

### WEB
- 鹿沼市PRフィルム「見て！聞いて！言って！」(2017年)

等

### SHOW
- エンターテイメントショー「星屑の隙間に木村基博」(2017年2月2日 -、大阪城ホール)-スナック451のママ役

### CM
- コスタクルーズ 「感動の笑顔」篇(2017年)
- ネスカフェアンバサダー (2017年)

等
- ポッカサッポロ「リボンナポリン」(2021年)(北海道限定)